# Tom Pryce
Tom Pryce (n. 11 iunie 1949 – d. 5 martie 1977) a fost un pilot britanic de Formula 1 care a evoluat în Campionatul Mondial între anii 1974 și 1977.